# 莫内斯特罗勒
莫内斯特罗勒（法語：Monestrol，法語發音：[mɔnɛstʁɔl]）是法国上加龙省的一个市镇，属于图卢兹区。 

## 地理
莫内斯特罗勒（43°20'1"N, 1°40'13"E）面积5.23 平方千米，位于法国奧克西塔尼大區上加龙省，该省份为法国西南部内陆省份，西南端与西班牙接壤，自此顺时针与上比利牛斯省、热尔省、塔恩-加龙省、塔恩省、奥德省和阿列日省接壤。
与莫内斯特罗勒接壤的市镇（或旧市镇、城区）包括：拉加尔德、凯尼亚克、日贝勒、蒙雅尔。

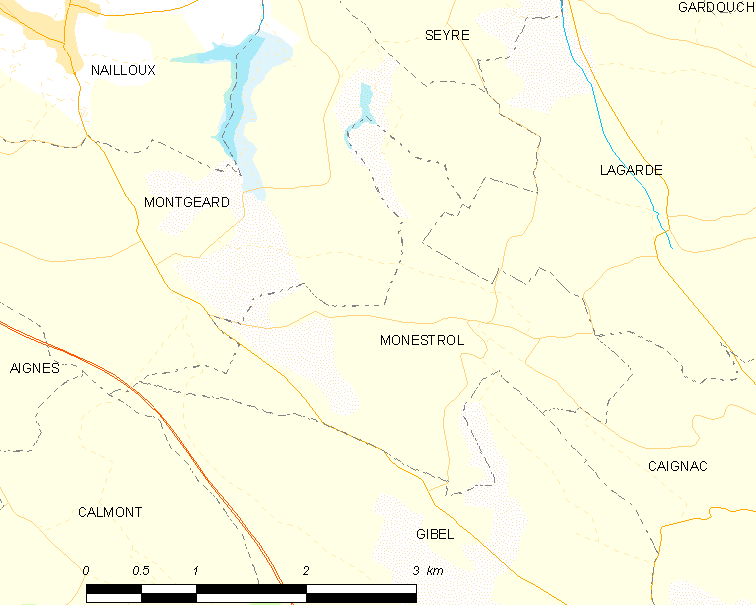
莫内斯特罗勒的OSM定位图

莫内斯特罗勒的时区为UTC+01:00、UTC+02:00（夏令时）。

## 行政
莫内斯特罗勒的邮政编码为31560，INSEE市镇编码为31354。

## 政治
莫内斯特罗勒所属的省级选区为埃斯卡尔康斯县。

## 人口

1962-2008年间莫内斯特罗勒人口变化图示

莫内斯特罗勒于2022年1月1日时的人口数量为53人。